# 산이동초등학교
산이동초등학교는 대한민국 전라남도 해남군 산이면에 있었던 공립 초등학교이다.

## 연혁
- 1946년 11월 1일 산이동공립국민학교 개교(설립인가 10월 20일)
- 1984년 3월 8일 병설유치원 개원
- 1996년 3월 1일 산이동초등학교로 개명
- 1998년 3월 25일 운영위원회 조직
- 2002년 2월 19일 제52회 졸업 (총 졸업생수 3,197명)
- 2002년 3월 1일 산이초등학교로 통합